# Episodi di Supernatural (quarta stagione)

Logo della quarta stagione

La quarta stagione della serie televisiva Supernatural è stata trasmessa in prima visione negli Stati Uniti da The CW dal 18 settembre 2008 al 14 maggio 2009.
In Italia la stagione è stata trasmessa da Rai 2 dal 5 luglio al 30 agosto 2010.
Gli antagonisti principali della stagione sono Lilith, Ruby, Alastair e Uriel.
| nº | Titolo originale                             | Titolo italiano                      | Prima TV USA      | Prima TV Italia |
| -- | -------------------------------------------- | ------------------------------------ | ----------------- | --------------- |
| 1  | Lazarus Rising                               | Lazzaro risorge                      | 18 settembre 2008 | 5 luglio 2010   |
| 2  | Are You There, God? It's Me, Dean Winchester | Sei lì Dio? Sono io, Dean Winchester | 25 settembre 2008 | 5 luglio 2010   |
| 3  | In the Beginning                             | In principio                         | 2 ottobre 2008    | 7 luglio 2010   |
| 4  | Metamorphosis                                | Metamorfosi                          | 9 ottobre 2008    | 7 luglio 2010   |
| 5  | Monster Movie                                | Monster movie                        | 16 ottobre 2008   | 14 luglio 2010  |
| 6  | Yellow Fever                                 | Febbre da fantasma                   | 23 ottobre 2008   | 14 luglio 2010  |
| 7  | It's the Great Pumpkin, Sam Winchester       | La grande zucca                      | 30 ottobre 2008   | 19 luglio 2010  |
| 8  | Wishful Thinking                             | Il pozzo dei desideri                | 6 novembre 2008   | 19 luglio 2010  |
| 9  | I know what you did last summer              | So cosa hai fatto l'estate scorsa    | 13 novembre 2008  | 26 luglio 2010  |
| 10 | Heaven and Hell                              | Paradiso e inferno                   | 20 novembre 2008  | 26 luglio 2010  |
| 11 | Family Remains                               | Resti di famiglia                    | 15 gennaio 2009   | 2 agosto 2010   |
| 12 | Criss Angel Is a Douche Bag                  | La settimana della magia             | 22 gennaio 2009   | 2 agosto 2010   |
| 13 | After School Special                         | Inferno a scuola                     | 29 gennaio 2009   | 9 agosto 2010   |
| 14 | Sex and Violence                             | Il canto della sirena                | 5 febbraio 2009   | 9 agosto 2010   |
| 15 | Death Takes a Holiday                        | Quando la morte è in vacanza         | 12 marzo 2009     | 16 agosto 2010  |
| 16 | On the Head of a Pin                         | Sulla punta di uno spillo            | 19 marzo 2009     | 16 agosto 2010  |
| 17 | It's a Terrible Life                         | È una vita terribile                 | 26 marzo 2009     | 23 agosto 2010  |
| 18 | The monster at the end of this book          | Il mostro alla fine del libro        | 2 aprile 2009     | 23 agosto 2010  |
| 19 | Jump the Shark                               | Il salto dello squalo                | 23 aprile 2009    | 25 agosto 2010  |
| 20 | The Rapture                                  | Il rapimento                         | 30 aprile 2009    | 25 agosto 2010  |
| 21 | When the Levee Breaks                        | Quando si rompe la diga              | 7 maggio 2009     | 30 agosto 2010  |
| 22 | Lucifer Rising                               | Lucifero risorge                     | 14 maggio 2009    | 30 agosto 2010  |

## Lazzaro risorge
- Titolo originale: Lazarus Rising
- Diretto da: Kim Manners
- Scritto da: Eric Kripke

### Trama
Pontiac, Illinois. Quattro mesi dopo la sua morte violenta, Dean Winchester risorge e scopre i resti di un'esplosione che circondano la sua tomba. Mentre fa rifornimento a una stazione di servizio, Dean sente un misterioso rumore acuto. Dopo essersi riunito a Bobby Singer, Dean crede che suo fratello Sam abbia stretto un patto con un demone per riportarlo in vita. Tuttavia, quando i fratelli si riuniscono, Sam è sorpreso tanto quanto lui stesso dalla resurrezione di Dean; Bobby porta quindi i Winchester da una sensitiva di nome Pamela Barnes per farsi aiutare a scoprire cosa ha tirato fuori Dean dall'Inferno. Pamela scopre il nome dell'essere: Castiel, ma la vista di Castiel le brucia completamente gli occhi, rendendola cieca per sempre. Sam incontra Ruby, sopravvissuta all'ira di Lilith, per sapere cosa ha salvato Dean dall'Inferno e si viene a sapere che dalla morte di Dean, Sam ha usato le sue capacità psichiche per esorcizzare i demoni. Nel frattempo, Dean e Bobby eseguono un rituale per evocare Castiel, scoprendo che è un angelo, non un demone. Egli spiega di essere colui che ha salvato Dean dall'Inferno e lo informa che Dio ha del lavoro da fargli fare.
- Supernatural Legend: angeli, demoni
- Guest star: Jim Beaver (Bobby Singer), Traci Dinwiddie (Pamela Barnes), Genevieve Cortese (Christie/Ruby), Misha Collins (Castiel)
- Altri interpreti: Jen Halley (cameriera/demone), Scott Parsons (cuoco/demone), Marc Gaudet (demone).
- Musiche: You Shook Me All Night Long (AC/DC), Sonata al chiaro di luna (Beethoven), Fight Song (The Republic Tigers), Vision (Jason Manns), Wrapped Around Your Finger (Martyn Laight)
- Curiosità: Quando Dean chiama il servizio clienti al telefono, come falso nome utilizza Wedge Antilles, il personaggio della saga di Guerre Stellari, famoso pilota durante la Battaglia di Yavin IV.

## Sei lì Dio? Sono io, Dean Winchester
- Titolo originale: Are You There, God? It's Me, Dean Winchester
- Diretto da: Phil Sgriccia
- Scritto da: Sera Gamble e Lou Bollo

### Trama
Bobby chiede aiuto ai ragazzi Winchester quando i suoi compagni cacciatori vengono fatti a pezzi da spiriti vendicativi. Sam è perseguitato dall'agente dell'FBI Henrickson il cui spirito accusa Sam e Dean di averlo provocato la sua morte. Meg Masters, Ronald Reznick e due gemelle appaiono e perseguitano Dean, Sam e Bobby. Dopo che i cacciatori si sono ritirati nella panic room di Bobby, Bobby rivela di che sono perseguitati dagli spiriti delle persone che non sono riusciti a salvare, fenomeno noto come "L'ascesa dei Testimoni". Questo è anche un segno che l'Apocalisse si sta avvicinando. I tre poi trovano ed eseguono un incantesimo per mettere a tacere i Testimoni. Più tardi, Castiel appare a Dean in sogno e gli rivela che "L'ascesa dei Testimoni" è uno dei tanti sigilli che Lilith sta rompendo per liberare l'angelo caduto Lucifero e scatenare l'Apocalisse.
- Supernatural Legend: fantasmi, apocalisse
- Guest star: Jim Beaver (Bobby Singer), Genevieve Cortese (Ruby), Misha Collins (Castiel), Nicki Aycox (Meg), Charles Malik Whitfield (agente Henricksen), Chris Gauthier (Ronald).
- Altri interpreti: Audra Ricketts (Olivia Lowry).
- Musiche: Lonely Is The Night (Billy Squier)
- Citazioni: Le gemelle fantasma che si tengono per mano sono un chiaro riferimento al film Shining.

## In principio
- Titolo originale: In the Beginning
- Diretto da: Steve Boyum
- Scritto da: Jeremy Carver

### Trama
Sam esce di nascosto dal motel in cui alloggiano lui e Dean per incontrare di nuovo Ruby. Castiel appare accanto al letto di Dean per trasportarlo indietro nel tempo al 1973 a Lawrence (Kansas) con l'avvertimento di "fermarlo". Dean incontra i sé più giovani dei suoi genitori, così come i suoi nonni materni, anche loro cacciatori. Dean scopre che Mary aveva stretto un patto disperato con Azazel, che aveva dato a Sam il suo sangue la notte in cui morì la loro madre. Dean non riesce a uccidere Azazel o a salvare la sua famiglia, e quando Castiel lo riporta al suo legittimo tempo, ammette che non c'era modo di cambiare le cose. Castiel e gli angeli volevano solo che Dean scoprisse cosa stava combinando Azazel per sé. Castiel quindi manda Dean a cercare Sam, avvertendolo di impedirgli di imboccare il sentiero oscuro che sta percorrendo, altrimenti lo farà Castiel.
- Supernatural Legend: demoni, viaggio nel tempo
- Guest star: Genevieve Cortese (Ruby), Misha Collins (Castiel), Matt Cohen (il giovane John Winchester), Amy Gumenick (la giovane Mary Winchester), Allison Hossack (Deanna Campbell), Mitch Pileggi (Samuel Campbell), Christopher B. MacCabe (Azazel).
- Altri interpreti: Robert Dayton (Reg), Mark McConchie (Dodd).
- Musiche: Ramblin' Man (Allman Brothers Band), Go For Your Self (Kenny Smith and the Loveliters)
- Curiosità: le scene iniziali sono citazioni di Ritorno al futuro. Mary Winchester indossa un bracciale con diversi pendenti, tra i quali un esagramma unicursale che è il simbolo degli Uomini di Lettere.

## Metamorfosi
- Titolo originale: Metamorphosis
- Diretto da: Kim Manners
- Scritto da: Cathryn Humphris

### Trama
Dean affronta Sam sulla sua relazione con Ruby. Sam sostiene di essere in grado di salvare le persone ed esorcizzare i demoni allo stesso tempo, ma Dean rivela a Sam ciò che ha saputo da Castiel. Intanto un cacciatore che conosce i Winchester da anni chiede aiuto a Sam e Dean per un caso a Carthage, (Missouri), che riguarda un uomo che sta subendo una metamorfosi in un rugaru, una creatura mostruosa che consuma carne umana. Durante la caccia, aumenta ulteriormente la tensione tra i fratelli; nonostante i tentativi di impedirlo, l'uomo completa la sua trasformazione. Il rugaru aggredisce i Winchester e un loro amico, uccidendo quest'ultimo; quando prova a eliminare Dean, Sam è costretto a ucciderlo bruciandolo vivo. Vedendo cosa ha passato l'uomo, Sam decide di smettere di usare i suoi poteri.
- Supernatural Legend: demoni, rugaru, esorcismo, angeli
- Guest star: Genevieve Cortese (Ruby), Dameon Clarke (Jack Montgomery), Joanne Kelly (Michelle Montgomery), Ron Lea (Travis)
- Altri interpreti: Marcus Hondro (demone).
- Musiche: Phillip's Theme (Hound Dog Taylor and the HouseRockers)

## Monster movie
- Titolo originale: Monster Movie
- Diretto da: Robert Singer
- Scritto da: Ben Edlund

### Trama
L'episodio si apre sullo stile dei vecchi film degli anni '30 con il vecchio logo della WB. I fratelli Winchester si ritrovano a una festa locale sullo stile dell'Oktoberfest a Canonsburg, in Pennsylvania, mentre indagano su una serie di omicidi sospetti perpetrati da quelli che la gente del posto descrive come mostri dei classici film horror degli anni '30,  scoprendo presto che si tratta dell'opera di un mutaforma ossessionato dai film sui mostri. Il mutaforma si è infatuato del barista locale Jamie, con cui si è avvicinato usando un'identità alternativa. Geloso della nascente storia d'amore tra Dean e Jamie, li cattura entrambi con l'intenzione di uccidere Dean e fare di Jamie la sua sposa. Sam trova e libera Dean; mentre combattono il mutaforma sotto forma di Conte Dracula, Jamie lo uccide sparandogli con la pistola carica d'argento di Sam, che ritiene una degna conclusione del suo "film".
- Supernatural Legend: vampiri, mummie, licantropi, mutaforma
- Guest star: Todd Stashwick (il mutaforma/Dracula), Melinda Sward (Jamie), Holly E. Dignard (Lucy), Michael Eklund (Ed Brewer)
- Altri interpreti: Garry Chalk (sceriffo)
- Musiche: Pezzo per Gockenspiel tratto dal duetto finale fra Papageno e Papagena de Il Flauto Magico (Mozart), Toccata e fuga in Re minore (J.S. Bach)

## Febbre da fantasma
- Titolo originale: Yellow Fever
- Diretto da: Phil Sgriccia
- Scritto da: Andrew Dabb e Daniel Loflin

### Trama
I ragazzi si dirigono a Rock Ridge, Colorado, una città dove un uomo è morto di infarto a 44 anni senza sintomi. Le ricerche indicano che l'uomo è morto di "malattia da fantasma", malattia che ha infettato Dean e che provoca prima un'ansia generale, che si trasforma in una paura mortale. Sam contatta Bobby e scopre che il fantasma che stanno cercando si chiama Buruburu. Sam e Bobby decidono di spaventare a morte il fantasma: gli legano al collo una catena di ferro con incisa una parola magica e Bobby lo trascina dietro l'Impala, rievocando la sua morte. Questo spaventa a morte il fantasma, giusto in tempo per salvare Dean prima che il suo cuore ceda.
- Supernatural Legend: fantasmi
- Guest star: Jim Beaver (Bobby Singer), Sierra McCormick (Lilith), Jack Conley (sceriffo Ed Britton), Stephen DuVall (John Garland), David Mattey (Luther Garland).
- Altri interpreti: Brady Schlecker (Frank O'Brien), Jessica Erwin (Jessie O'Brien)
- Musiche: Rock You Like a Hurricane (Scorpions), Eye of the Tiger (Survivor)
- Nota: Alla fine dell'episodio c'è una scena post-credits di Jensen Ackles (l'attore che interpreta Dean Winchester) che canta e balla in modo divertente la canzone Eye of the Tiger dei Survivor tra le risate dei membri del set.

## La grande zucca
- Titolo originale: It's the Great Pumpkin, Sam Winchester
- Diretto da: Charles Beeson
- Scritto da: Julie Siege

### Trama
Pochi giorni prima di Halloween, Sam e Dean avviano un'indagine su due misteriose morti in una piccola città. I fratelli trovano delle borse maledette e deducono che una strega sta sacrificando delle persone per evocare un pericoloso demone di nome Samhain. Castiel dice a Sam e Dean che la liberazione di Samhain è uno dei sigilli che porteranno alla liberazione di Lucifero. Castiel porta un angelo specialista di nome Uriel per colpire l'intera città per essere sicuro di uccidere la strega, ma Dean lo convince a dar loro una possibilità. Nonostante i loro sforzi, Samhain viene liberato e il sigillo viene spezzato. Uriel mette in guardia Sam dall'usare i suoi poteri demoniaci e dice che ucciderà Sam non appena egli cesserà di essere utile agli angeli. Castiel rivela a Dean che i suoi veri ordini erano sempre stati di seguire gli ordini di Dean per mettere alla prova la sua leadership in condizioni di battaglia.
- Supernatural Legend: Halloween, streghe, demonio Samhain, Angeli
- Guest star: Misha Collins (Castiel), Robert Wisdom (Uriel), Don McManus (il professore Don Harding/Samhain), Ashley Benson (Tracy Davis)
- Altri interpreti: David Ingram (Luke Wallace), Kirsten Robek (signora Wallace), Luisa D'Oliveira (Jenny), Jean-Luc Bilodeau (Justin).
- Musiche: Just As Through With You (Nine Days)

## Il pozzo dei desideri
- Titolo originale: Wishful Thinking
- Diretto da: Robert Singer
- Scritto da: Ben Edlund e Lou Bollo

### Trama
Sam chiede a Dean cosa ricorda mentre era all'inferno, ma lui insiste di non avere memoria di nulla. Sam e Dean indagano a Concrete, Washington, una cittadina dove il pozzo dei desideri funziona davvero. Un orsacchiotto di peluche prende vita, un ragazzo che è sempre stato vittima di bullismo ottiene una super forza, qualcuno vince alla lotteria e il nerd della città si fa una ragazza sexy. I fratelli si rendono conto che, sebbene ora tutti siano felici, il risultato finale sarà disastroso perché la magia andrà inevitabilmente male. I ragazzi scoprono che l'origine è una moneta magica che trasforma una fontana in un pozzo dei desideri, poiché il potere della moneta deriva dalla dea Tiāmat. L'unico modo per invertire i desideri è che la persona che ha messo la moneta lì la rimuova. Si scopre che è il nerd e che lui è riluttante a farlo, ma dopo che uno dei desideri ha causato la morte di Sam, rimuove la moneta, invertendo tutti i desideri. Sam fonde la moneta, mentre allo stesso tempo Dean aiuta il ragazzo che è stato vittima di bullismo a mantenere la sua nuova immagine per evitare di essere ancora angariato in futuro. Dopo che Sam ha chiesto cosa intendesse Uriel con ciò che Dean ricorda dell'Inferno, Dean ammette finalmente a Sam di ricordare tutto ciò che è accaduto all'Inferno, ma si rifiuta di dirgli altro, poiché Sam non sarebbe in grado di capire.
- Supernatural Legend: hoodoo
- Guest star: Anita Brown (Hope Lynn Casey), Ted Raimi (Wes Mondale)
- Altri interpreti: Chang Tseng (proprietario del Lucky Chin), Nicole Leduc (Audrey Elmer), Barbara Kottmeier (Candace Armstrong), Calum Worthy (Denny), Chad Krowchuk (cameriere), Ryan Grantham (Todd), Michael Teigen (Orso Teddy), Sean Devine (Gus), Noel Johansen (Hal)
- Curiosità: Sam, mentre interroga le vittime degli strani eventi, si finge uno scrittore che sta per scrivere un libro di storie sul soprannaturale intitolato Supernatural.
- Citazioni: la scena della doccia nel teaser dell'episodio fa riferimento alla famosa scena della doccia in Psyco di Alfred Hitchcock. Quando Todd scappa dai bulli, Dean gli grida "Corri Foster, corri" riferimento a Forrest Gump. Quando Todd capovolge l'auto, inizia a urlare "Inginocchiati davanti a Todd!" riferimento al cattivo della DC Comics Superman, il generale Zod. Quando Dean dice a Todd che "da un grande potere derivano grandi responsabilità" è un riferimento a Spiderman.

## So cosa hai fatto l'estate scorsa
- Titolo originale: I Know What You Did Last Summer
- Diretto da: Charles Beeson
- Scritto da: Sera Gamble

### Trama
Ruby racconta a Sam e Dean che altri demoni stanno cercando una paziente psichiatrica fuggita di nome Anna Milton, che ha dovuto essere ricoverata dopo aver cercato di avvertire le persone dell'imminente Apocalisse. Dopo aver trovato i genitori di Anna morti a casa sua, Sam e Dean seguono Anna fino alla chiesa di suo padre, dove vengono attaccati da un demone di nome Alastair mentre Ruby scappa con Anna. Dean si scaglia contro Sam per essersi fidato di Ruby, così Sam gli racconta cosa è successo durante i mesi in cui Dean è stato all'Inferno. Dopo che Sam ha finito la sua storia, Ruby trova i Winchester e fornisce loro la posizione di Anna. Dean fa pace con Ruby come apprezzamento per come ha aiutato Sam, e Sam è costretto a dare la notizia a una devastata Anna che i suoi genitori sono morti. Castiel e Uriel chiedono di essere portati da Anna in modo che possano ucciderla.
- Supernatural Legend: angeli, demoni, apocalisse
- Guest star: Misha Collins (Castiel), Robert Wisdom (Uriel), Genevieve Cortese (Ruby), Mark Rolston (Alastair), Julie McNiven (Anna Milton), Gwynyth Walsh (la dottoressa Regina Walters)
- Altri interpreti: Dave Collette (demone), Anthony Harrison (dottore).

## Paradiso e inferno
- Titolo originale: Heaven and Hell
- Diretto da: J. Miller Tobin
- Scritto da: Eric Kripke e Trevor Sands

### Trama
Anna si rivela essere un angelo caduto diventato umano strappandosi via la sua "Grazia", un'energia che è intrinseca agli angeli. Quando il gruppo va a recuperare la Grazia di Anna, scoprono che è già stata presa. Anna riceve un ultimatum dagli angeli, ossia che deve essere data a loro o altrimenti Dean verrà rimandato all'Inferno. Ruby va da Alastair con la proposta di consegnare Anna se lui lascerà andare lei e i Winchester. Lui invece la cattura e la tortura con il suo stesso coltello per conoscere la posizione degli altri. Dean è costretto a rivelare la loro posizione a Uriel, che ha invaso i suoi sogni e si rivela essere colui che ha preso la Grazia di Anna. Durante la battaglia che ne segue, Anna recupera la sua Grazia da Uriel; in un lampo di luce, diventa di nuovo un angelo e lei e Alastair svaniscono. Castiel e Uriel se ne vanno all'inseguimento di Anna. Si scopre che il tradimento degli altri da parte di Ruby e Dean faceva parte del piano di Sam per far sì che angeli e demoni si scontrassero e dare loro l'opportunità di cui avevano bisogno.
- Supernatural Legend: angeli, demoni, apocalisse
- Guest star: Misha Collins (Castiel), Robert Wisdom (Uriel), Genevieve Cortese (Ruby), Mark Rolston (Alastair), Julie McNiven (Anna Milton), Traci Dinwiddie (Pamela Barnes)
- Musiche: Ready for Love (Bad Company)

## Resti di famiglia
- Titolo originale: Family Remains
- Diretto da: Phil Sgriccia
- Scritto da: Jeremy Carver

### Trama
Sam e Dean indagano su uno spirito femminile giovane e omicida all'interno delle mura di una casa infestata a Stratton, Nebraska. Le complicazioni si verificano quando una famiglia di cinque persone si trasferisce lì e lo "spirito" si rivela essere in realtà due umani, una giovane coppia di fratelli selvaggi che sono il prodotto di incesto e anni di abusi e che sono disposti a uccidere per proteggere la loro casa. Quando il figlio viene rapito, la famiglia si rivolge a Sam e Dean per salvare il ragazzo. Dean salva il figlio, ma è costretto a sparare al fratello selvaggio per legittima difesa, mentre il padre di famiglia è costretto a pugnalare a morte la ragazza per proteggere la moglie e la figlia. Dean riflette sui bambini con pietà, simpatizzando con loro per ciò che erano diventati dopo una vita di abusi a causa di come lui stesso aveva torturato le anime all'Inferno dopo essere stato torturato fino al punto di rottura.
- Guest star: Helen Slater (Susan Carter), David Newsom (Brian Carter), Bradley Stryker (zio Ted), Alexa Nikolas (Kate Carter), Dylan Minnette (Danny Carter), Mandy Playdon (Lizzie Gibson).
- Altri interpreti: Gerry Rosseau (Bill Gibson), Mark Wynn (fratello di Lizzie Gibson).
- Nota: Questo è l'unico episodio della stagione in cui i fratelli Winchester non hanno a che fare con una creatura soprannaturale.

## La settimana della magia
- Titolo originale: Criss Angel Is a Douche Bag
- Diretto da: Robert Singer
- Scritto da: Julie Siege

### Trama
Sam e Dean partecipano a una convention di maghi a Sioux City, Iowa, dove sembra che si stia eseguendo della vera magia. La loro indagine li porta da Charlie, Jay e Vernon, tre amici che erano ai loro tempi famosi illusionisti, ma ora sono stati sostituiti da maghi più giovani e appariscenti. La disperazione di Jay per questo lo spinge a eseguire pericolose illusioni sul palco. Sam e Dean sospettano che Jay sia una strega e gli vanno dietro, ma la vera strega è Charlie, che ha finto la sua morte e gli ha restituito la giovinezza. Si offre di concedere a Jay e Vernon l'eterna giovinezza e l'immortalità. Jay rifiuta l'offerta e lo uccide per sempre per salvare Sam e Dean. Con Charlie morto e Vernon che si rifiuta di parlargli, Jay rimane triste, amareggiato e solo. Sam accetta di riunirsi a Ruby per dare la caccia a Lilith e mettere in pratica i suoi poteri.
- Supernatural Legend: magia nera, hoodoo
- Guest star: Genevieve Cortese (Ruby), Barry Bostwick (Jay), Richard Libertini (Vernon), John Rubinstein (Charlie), Luke Camilleri (Jeb Dexter), Michael Weston (il giovane Charlie)
- Altri interpreti: Alex Zahara (Patrick Vance), Amber Lewis (assistente di Vance), Ecstasia Sanders (Maddie).
- Musiche: I Am the Douchebag (Steve Frangadakis e Christopher Lennertz)

## Inferno a scuola
- Titolo originale: After School Special
- Diretto da: Adam Kane
- Scritto da: Andrew Dabb e Daniel Loflin

### Trama
Sam e Dean scoprono che uno spirito infesta una delle loro vecchie scuole superiori. Mentre indagano sull'infestazione, Dean e Sam rivivono le loro esperienze al liceo attraverso dei flashback, ricordando come Sam fosse preso di mira dal bullo della scuola mentre Dean era piuttosto popolare. Scoprono che il fantasma infesta lo scuolabus e capiscono che l'autista è il padre del vecchio bullo di Sam, "Dirk the Jerk". I fratelli apprendono dal padre di Dirk che è morto a 18 anni prima del diploma e che ha avuto una vita dura. Dopo aver scoperto che Dirk è stato cremato e che è legato a una ciocca di capelli tenuta sullo scuolabus, Sam e Dean affrontano Dirk mentre possiede due persone; Dean brucia la ciocca di capelli, distruggendo lo spirito di Dirk. Sam visita un insegnante che gli ha dato il consiglio di seguire la sua strada nella vita, ma non è in grado di rispondere quando gli viene chiesto se è felice.
- Supernatural Legend: fantasmi
- Guest star: Colin Ford (giovane Sam), Brock Kelly (giovane Dean), Candice Accola (Amanda), Chad Willet (professor Wyatt).
- Altri interpreti: Merritt Patterson (cheerleader), Reilly Dolman (studente), Marie Avgeropoulos (Taylor), Hayley Saulnier (April Dawkins), Tim Henry (signor MacGregor), Casey Dubbi (Dirk il bullo)
- Musiche: Long, Long Way From Home (Foreigner)

## Il canto della sirena
- Titolo originale: Sex and Violence
- Diretto da: Charles Beeson
- Scritto da: Cathryn Humphris

### Trama
Sam e Dean si occupano di un caso a Bedford (Iowa) che coinvolge una sirena, una creatura che ha disperatamente bisogno di amore, che spinge le persone a uccidere gli altri o se stesse come dimostrazione di devozione. La sirena si è spacciata per diverse spogliarelliste in uno strip club per incontrare e sedurre uomini, che poi hanno picchiato a morte le loro mogli. Quando i ragazzi smascherano la sirena, lei soggioga Sam e Dean sotto il suo incantesimo e li mette l'uno contro l'altro in una lotta all'ultimo sangue per il suo amore. La lotta che segue vede Dean pronto a uccidere Sam con un'ascia prima che Bobby si presenti e uccida la sirena, spezzando la sua presa sulle sue vittime. Bobby dice loro che non erano loro stessi sotto l'influenza della sirena, tuttavia, l'amarezza e la tensione tra i fratelli rimangono.
- Supernatural Legend: sirene
- Guest star: Jim Beaver (Bobby Singer), Genevieve Cortese (Ruby), Maite Schwartz (Cara Roberts), Jim Parrack (Nick Monroe), Mark Hildreth (Adam Benson).
- Altri interpreti: Tosha Doiron (Vicki Benson), Moneca Delain (Belle), Fulvio Cecere (proprietario del locale), Lawrence Haegert (Lenny Bristol).
- Musiche: Thunder Kiss '65 (White Zombie), Steal the World (Brian Tichy)

## Quando la morte è in vacanza
- Titolo originale: Death Takes a Holiday
- Diretto da: Steve Boyum
- Scritto da: Jeremy Carver

### Trama
Sam e Dean indagano nella città di Greybull, nel Wyoming, dove le persone sopravvivono miracolosamente a ferite e malattie "mortali". Scoprono che Alastair ha rapito il mietitore della città come parte di un piano per rompere uno dei 66 sigilli, che consiste nell'uccidere due mietitori sotto la luna del solstizio e chiedono aiuto a Pamela per fermarlo usando la proiezione astrale. Lei manda i fratelli nel mondo degli spiriti, dove la mietitrice Tessa li trova. È venuta per assumere i doveri della mietitura, ma viene rapita dai demoni. I fratelli trovano l'edificio dove si nascondono i demoni, ma vengono da loro intrappolati. Sam e Dean rompono la trappola che tiene Tessa imprigionata e lei ricambia il favore liberando i fratelli. I ragazzi tornano nei loro corpi fisici, ma è troppo tardi per salvare Pamela dall'essere uccisa dai demoni.
- Supernatural Legend: mietitore
- Guest star: Misha Collins (Castiel), Traci Dinwiddie (Pamela Barnes), Christopher Heyerdahl (Alastair), Lindsey McKeon (Tessa), Alexander Gould (Cole Griffith)
- Altri interpreti: Mike Dopud (Jim Jenkins), Viv Leacock (Pete Hansley), Gabriel Carter (ladro), Maya Massar (Mara Griffth), John Burnside (Jacob).
- Musiche: Perfect Situation For A Fool (George Highfill e Jai Josefs)

## Sulla punta di uno spillo
- Titolo originale: On the Head of a Pin
- Diretto da: Mike Rohl
- Scritto da: Ben Edlund

### Trama
A Cheyenne, nel Wyoming, qualcuno ha trovato un'arma che può uccidere gli angeli ed è responsabile di diversi omicidi. Dopo aver catturato Alastair, Castiel e Uriel pretendono che Dean usi le abilità di tortura che ha imparato all'Inferno per estorcere loro informazioni in modo da poter fermare gli omicidi. Sam chiama Ruby per aiutarlo a localizzare Dean e in seguito inizia a bere il sangue di Ruby per riacquistare il suo potere, che col tempo è diminuito. Alastair si rifiuta di cedere alla tortura di Dean e una forza invisibile lo libera; in seguito cerca di uccidere Dean ed esorcizzare Castiel. Sam arriva e tortura Alastair per fargli ammettere che nessun demone è dietro gli omicidi degli angeli. Castiel capisce che Uriel ha ucciso gli angeli che si sono rifiutati di unirsi a lui per liberare Lucifero, e ha liberato Alastair per uccidere Dean e dare la colpa ai demoni. Quando Castiel si rifiuta di unirsi a lui, Uriel cerca di ucciderlo, ma viene ucciso da Anna. Castiel visita Dean in ospedale e conferma che Dean ha rotto il primo sigillo con le sue azioni all'Inferno.
- Supernatural Legend: angeli, demoni
- Guest star: Misha Collins (Castiel), Robert Wisdom (Uriel), Genevieve Cortese (Ruby), Christopher Heyerdahl (Alastair), Julie McNiven (Anna).
- Musiche: Cheek to cheek (Billie Holiday)

## È una vita terribile
- Titolo originale: It's a Terrible Life
- Diretto da: James L. Conway
- Scritto da: Sera Gamble

### Trama
Dean Smith è un direttore vendite e Sam Wesson è un addetto al supporto tecnico in un'azienda. Senza alcun ricordo di chi siano realmente, Sam sogna di combattere fantasmi e vampiri con Dean. I due si incontrano quando i colleghi di Sam iniziano a diventare ossessionati dal lavoro e si suicidano, e quando Dean vede un fantasma. Utilizzando i consigli del sito web "Ghostfacers", Sam e Dean imparano come sconfiggere il fantasma. In seguito, Sam vuole intraprendere una vita da cacciatore, ma Dean rifiuta e interrompe bruscamente la loro collaborazione. Il giorno dopo, Sam lascia drammaticamente il suo lavoro mentre Dean, dopo aver ricevuto una promozione dal suo capo, ci ripensa e decide di licenziarsi anche lui. Il suo capo si rivela essere l'angelo Zachariah, che dopo aver ripristinato i ricordi di Dean, spiega che l'esperienza che ha fatto vivere ai due fratelli era per mostrare a Dean che è destinato a essere un cacciatore.
- Supernatural Legend: angeli, fantasmi
- Guest star: Kurt Fuller (Zaccaria), Jack Plotnick (Ian), A. J. Buckley (Ed Zeddmore), Travis Wester (Harry Spangler).
- Altri interpreti: Richard Side (Paul Durban), John Hainsworth (P.T. Sandover).
- Musiche: A Well-Respected Man (The Kinks), Hollow (Brian Tichy)
- Curiosità: Quando Dean parla a Sam della sua famiglia nomina Ellen e Jo, la proprietaria della Roadhouse e sua figlia.

## Il mostro alla fine del libro
- Titolo originale: The Monster at the End of This Book
- Diretto da: Mike Rohl
- Scritto da: Julie Siege e Nancy Weiner

### Trama
Sam e Dean sono scioccati nello scoprire un libro intitolato Supernatural che descrive in dettaglio le loro vite. L'autore si rivela essere un profeta di nome Chuck Shurley, che spiega di avere visioni dei fratelli che trasforma in romanzi di serie B. Castiel afferma che Chuck è un profeta di Dio e informa Dean che se Chuck dovesse essere messo in pericolo, un arcangelo interverrebbe per distruggere la minaccia. Lilith trova Sam, ma nessuno dei due ha ancora il potere di fare del male all'altro. Lilith si offre di cessare i suoi attacchi alle foche in cambio della vita di Sam e Dean. Quando Sam cerca di pugnalarla con il coltello di Ruby, i due tentano di uccidersi a vicenda proprio mentre Dean porta Chuck da Lilith. Con Chuck ora in pericolo, appare un arcangelo che scaccia Lilith, salvando sia Chuck che Sam. Alla fine dell'episodio, Chuck ha una visione orribile del futuro, ma Zachariah gli impedisce di raccontarla a Sam e Dean.
- Supernatural Legend: angeli, demoni
- Guest star: Misha Collins (Castiel), Rob Benedict (Carver Edlund/Chuck Shurley), Katherine Boecher (Lilith), Kurt Fuller (Zaccaria), Keegan Connor Tracy (editrice Sera Siege).
- Musiche: Ramble On (Led Zeppelin), Traveling Riverside Blues (Led Zeppelin)

## Il salto dello squalo
- Titolo originale: Jump the Shark
- Diretto da: Phil Sgriccia
- Scritto da: Andrew Dabb e Daniel Loflin

### Trama
A Windom (Minnesota), un ragazzo di 19 anni di nome Adam chiama Sam e Dean perché vuole parlare con John Winchester, sostenendo di essere suo figlio. Dean e Sam sospettano che Adam sia un mostro che sta cercando di attirarli in una trappola, ma scoprono che John era in effetti il padre del ragazzo. Sam cerca di insegnare ad Adam a cacciare in modo che possa difendersi in futuro. Dean va da solo a cercare la cosa che ha ucciso la madre di Adam e che sta cercando di uccidere il loro fratellastro. Rimane intrappolato in una cripta, dove trova il vero cadavere di Adam; l'Adam che è con Sam è un ghoul che ha ucciso e mangiato Adam per assumere la sua forma. Il ghoul e sua sorella, sotto forma della madre di Adam, tendono un'imboscata a Sam. Volevano vendicarsi di John per aver ucciso i loro genitori anni prima, ma poiché non possono ucciderlo, decidono di uccidere i suoi figli rimasti. Dean torna in tempo per uccidere i ghoul e salvare Sam dall'essere mangiato vivo. In seguito, danno ad Adam un funerale da cacciatore per onorare il fratellastro che non hanno mai conosciuto.
- Supernatural Legend: ghoul
- Guest star: Jake Abel (Adam Milligan), Dedee Pfeiffer (Kate Milligan).
- Musiche: A Little Bitty Tear (Burl Ives)
- Curiosità: Jumping the Shark, nel lessico televisivo statunitense, è un'espressione che indica l'inizio del declino della qualità di una serie.

## Il rapimento
- Titolo originale: The Rapture
- Diretto da: Charles Beeson
- Scritto da: Jeremy Carver

### Trama
Castiel appare a Dean in sogno e gli dice che ha qualcosa di importante da dirgli, ma che devono incontrarsi in un posto privato. Al luogo dell'incontro, Sam e Dean trovano il tramite umano di Castiel, Jimmy Novak, che non riesce a ricordare cosa Castiel volesse dire a Dean. I demoni cercano di catturare Jimmy possedendo sua moglie e rapendo sua figlia. Sam, Dean e Jimmy vengono catturati mentre cercano di salvarli e Jimmy rimane ferito. Castiel possiede la figlia di Jimmy e lui e Sam uccidono i demoni. Sam beve sangue di demone di fronte a un Dean e Castiel inorriditi in modo da poter esorcizzare la moglie di Jimmy. Jimmy fa sì che Castiel lo possieda di nuovo, ma Castiel si rifiuta di dire a Dean di cosa voleva parlargli, avendo scoperto che serve il Paradiso e non l'umanità. Dean e Bobby quindi chiudono Sam nella panic room di Bobby per disintossicarsi dal sangue di demone.
- Supernatural Legend: angeli, demoni
- Guest star: Jim Beaver (Bobby Singer), Misha Collins (Castiel/Jimmy Novak), Julie McNiven (Anna).

## Quando si rompe la diga
- Titolo originale: When the Levee Breaks
- Diretto da: Robert Singer
- Scritto da: Sera Gamble

### Trama
Sam ha delle allucinazioni terrificanti, mentre si sta disintossicando dal sangue demoniaco. Bobby dice a Dean che dovrebbero far uscire Sam per aiutarli a combattere l'imminente Apocalisse, ma Dean non è d'accordo e chiede aiuto a Castiel. Castiel libera segretamente Sam dalla panic room. Quando Anna lo affronta, Castiel la consegna ad altri angeli per essere portata in Paradiso per punizione. Sam si nutre di Ruby, che dice di aver lavorato per scoprire più informazioni su Lilith e rivela che rimangono pochi sigilli da rompere e che solo Lilith può rompere l'ultimo sigillo. Dean trova la coppia e cerca di uccidere Ruby, ma quando Sam la difende, Dean lo chiama mostro. I due litigano violentemente, finendo con Sam che se ne va con Ruby dopo che Dean gli ha detto di non tornare mai più.
- Supernatural Legend: angeli, demoni, apocalisse, lucifero
- Guest star: Jim Beaver (Bobby Singer), Misha Collins (Castiel), Steven Williams (Rufus), Colin Ford (il giovane Sam), Samantha Smith (Mary Winchester), Christopher Heyerdahl (Alastair), Julie McNiven (Anna), Genevieve Cortese (Ruby).
- Curiosità: il titolo originale dell'episodio è lo stesso di una nota canzone dei Led Zeppelin.

## Lucifero risorge
- Titolo originale: Lucifer Rising
- Diretto da: Eric Kripke
- Scritto da: Eric Kripke

### Trama
Sam e Ruby catturano una dei tirapiedi di Lilith per interrogarla su dove si ella si trovi. Una volta ottenute le informazioni, Ruby convince Sam a bere il sangue dell'altro demone oltre al suo. Altrove, Zaccaria spiega a Dean che angeli di alto rango come lui hanno segretamente manipolato gli eventi per dare inizio all'Apocalisse, credendo che purificherà la Terra e porterà il Paradiso; il compito di Dean non è impedire che l'Apocalisse inizi, ma porvi fine una volta che è iniziata. Dean è furioso con Castiel per averlo ingannato; Castiel si ribella al Paradiso e aiuta Dean a scappare, bandendo Zaccaria con un sigillo di sangue. Dean arriva alla posizione di Sam in tempo per vedere Sam sopraffare Lilith. Spinto sia da Lilith che da Ruby, Sam uccide Lilith con i suoi poteri, rompendo inconsapevolmente il sigillo finale. Ruby rivela di aver lavorato per Lucifero per tutto il tempo, ma Dean la uccide con l'aiuto di Sam. I fratelli guardano terrorizzati mentre Lucifero esce dalla sua gabbia aperta.
- Supernatural Legend: angeli, demoni, apocalisse, Lucifero
- Guest star: Jim Beaver (Bobby Singer), Misha Collins (Castiel), Genevieve Cortese (Ruby), Kurt Fuller (Zaccaria), Rob Benedict (Chuck Shurley), Katherine Boecher (Lilith).
- Altri interpreti: Rob Labelle (il prete posseduto del 1972), Juliana Wimbles (l'infermiera posseduta).
- Musiche: Carry On Wayward Son (Kansas)